# Metàtesi en química organometàl·lica
La metàtesi és un tipus de reacció de bescanvi, és a dir, es parteix i s'obté compostos organometàl·lics. Concretament, reaccionen un compost amb un metall molt electropositiu, per exemple un alcalí, i un halur d'un metall que ho sigui menys.
Aquest és un procés àcid – base de Lewis i la força directora de la reacció és la precipitació de l'halur iònic en el dissolvent orgànic.
Cal destacar que aquesta és la reacció més versàtil de la química organometàl·lica.